# NGC 7836
NGC 7836 est une galaxie irrégulière située dans la constellation d'Andromède. Sa vitesse par rapport au fond diffus cosmologique est de 4 580 ± 24 km/s, ce qui correspond à une distance de Hubble de 67,6 ± 4,7 Mpc (∼220 millions d'al). NGC 7836 a été découverte par l'astronome américain Lewis Swift en 1885.
NGC 7836 présente une large raie HI. De plus, elle figure dans le catalogue de galaxies de Markarian sous la cote Mrk 336 (MK 336).
À ce jour, dix mesures non basées sur le décalage vers le rouge (redshift) donnent une distance de 80,790 ± 17,938 Mpc (∼264 millions d'al), ce qui est à l'extérieur des valeurs de la distance de Hubble.

## Groupe de NGC 7831
NGC 7836 est membre du groupe de galaxies de NGC 7831. Le groupe de NGC 7831 compte cinq galaxies du catalogue NGC, soit NGC 7805, NGC 7806, NGC 7819, NGC 7831 et NGC 7836, plus une douzaine d'autres galaxies.